# Yvonne Berlin-Lindström
Yvonne Ingeborg Berlin-Lindström, född 28 oktober 1936 i Matteus församling, Stockholm, död 14 februari 2018, var en svensk journalist. Hon var chefredaktör för tidningen Vi Föräldrar åren 1975–1995 och tidningen Kamratposten åren 1997–1999.
Berlin-Lindström är begravd på Skogskyrkogården i Stockholm.